# Kleine bijenkastkever
De kleine bijenkastkever (Aethina tumida) is een tot 5 millimeter groot kevertje dat oorspronkelijk alleen voorkwam in Zuid-Afrika, maar zich sinds het eind van de twintigste eeuw over de hele wereld aan het verspreiden is, tot treurnis van bijenhouders want de kever kan grote schade aanrichten in bijenvolken. De kever lijkt enigszins op een zwart lieveheersbeestje. Hij behoort echter tot een andere familie, de glanskevers (Nitidulidae). De kop is duidelijk gescheiden van het halsschild, de pootjes zijn veel breder, en over het hele lijf heeft de kastkever een fijne, fluweelachtige beharing, die bij lieveheersbeestjes ontbreekt.
Twee of drie kevertjes zijn in staat een bijenvolk in luttele weken te ruïneren. Het beestje heeft zich in amper vier jaar tijd over alle Verenigde Staten verspreid en werd in september 2004 in Portugal opgemerkt. Nederlandse en Belgische imkers en entomologen zijn uitermate bezorgd om het oprukken van deze gevaarlijke parasiet.
De wetenschappelijke naam van de soort werd in 1867 gepubliceerd door Andrew Dickson Murray.

## Cyclus

### Ei
De eitjes van Aethina tumida zijn melkwit, 1,4 millimeter lang bij 0,26 mm breed – vergelijkbaar met de eitjes van de honingbij maar ca 30% kleiner. Het wijfje legt eitjes in onregelmatige hoopjes eender waar in de korf. Het verkiest weliswaar spleten of holtes maar een raatcel is geen noodzaak of wordt soms genegeerd. De incubatieperiode varieert van 1 tot 6 dagen met een gemiddelde van 2 tot 4 dagen. Er worden tussen de 1000 en 2000 eitjes ineens afgezet terwijl de kevers relatief lang (tot 180 dagen) kunnen leven, wat de capaciteit om eitjes af te zetten nog bevordert. Twee of drie kevers kunnen zo een ernstig probleem voor een bijenvolk veroorzaken.

### Larve

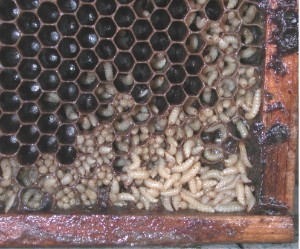
Larven in een bijenkast

De larve van de kleine kastkever is het vernietigende stadium van deze plaag. Anders dan de grote wasmot (Galleria melonella), eet de larve van de kleine kastkever alles wat hij tegenkomt: was, honing en broed. Op die manier wordt zowel de voedselvoorraad, de was, als het nageslacht van de bijen opgegeten, wat een volk niet lang overleeft. Zowel de larve als de imago zijn kannibalistisch. De kever kan een week zonder voedsel overleven en desnoods volledig omschakelen naar ander voedsel en gaan leven van fruit en andere zoete vruchten. De larve verlaat het eitje via een opening in de lengte. Pasgeboren larven hebben een relatief grote kop en talrijke pootjes over het hele lichaam. Deze pootjes verdwijnen later weer als de larve verpopt en worden wel 'pseudopoten' genoemd. Ze dienen om te verhinderen dat de larve verdrinkt in de honing. De larve kan verward worden met die van de grote wasmot maar is daarvan te onderscheiden door de aanwezigheid van zes gelede pootjes aan de voorzijde. Wasmotlarven hebben een aantal kleinere niet-gelede pootjes. Beide larven kunnen op hetzelfde moment in eenzelfde kolonie worden aangetroffen.
Er bestaat een grote variatie in de groeisnelheid bij larven van dezelfde leeftijd. Normaal is dit 10 tot 14 dagen, maar het kan ook een week langer duren. Trager groeiende larven zijn kleiner en blijven kleiner eenmaal volwassen. Veel van hen sterven meteen na het verpoppen, terwijl sterfte kleiner is bij sneller groeiende individuen. Larven worden 5 tot 6 mm tegen de vierde dag, tot 11 mm bij een diameter van 1.6 mm eenmaal volgroeid.
De larve verlaat het bijenvolk en gaat op zoek naar zand of aarde om te verpoppen. Bij deze tocht kan ze zo nodig een afstand van 100 meter of meer overbruggen. In het zand bouwt ze een celletje met een zachte wand. In vochtige grond kan een tunneltje naar het oppervlak open blijven en kan de larve terug aan het oppervlak komen alvorens te verpoppen. Tijdens de transitie van larve tot pop is het insect kwetsbaar. Ook het type grond beïnvloedt een succesvolle ontwikkeling. De poppen kunnen zich hierdoor wereldwijd verspreiden via potgrond.

### Pop
Poppen zijn overwegend melkwit. Pigmentatie begint, wanneer ze volwassen worden, bij de ogen en vleugelbasis voordat het hele lichaam kleur krijgt. Spastische samentrekkingen van de poten worden door de huid van de pop heen waargenomen terwijl de larve volwassen wordt. De tijd die in de grond wordt doorgebracht varieert ruim tussen 16 en 60 dagen. De meerderheid van de kevertjes komt uit na twee of vier weken onder de grond.

### Imago

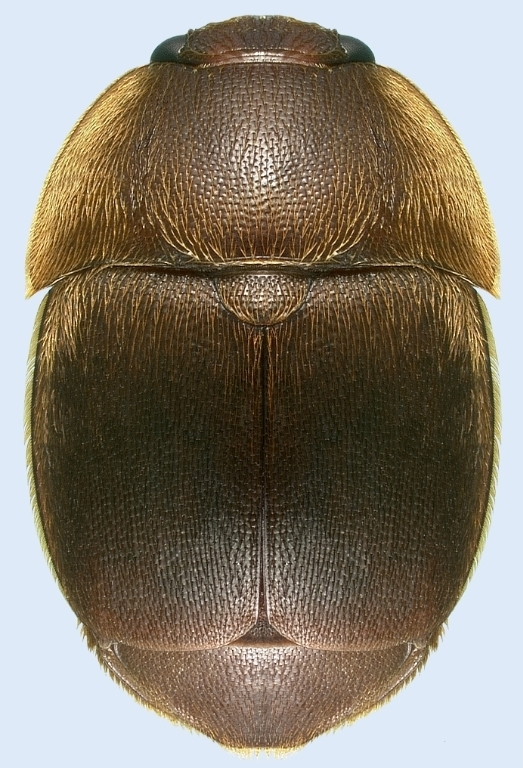
Macro-opname van de kever

De jonge imago is licht geelachtig bruin en wordt over bruin en donkerbruin uiteindelijk zwart. Die verkleuring vindt plaats in de poppen terwijl bruine en zwarte kevertjes uit te grond kunnen komen. De eerste twee dagen zijn de kevers actief, vliegen gemakkelijk en worden aangetrokken door licht. Later worden ze minder actief en houden zich op in schaduwrijker plaatsjes binnen de bijenkolonie. Adulte kevers zijn bedekt met fijne haartjes waardoor ze moeilijk met de hand te vatten zijn.
De vrouwelijke kever die iets groter is dan de mannelijke begint eitjes af te zetten een week nadat de pop verlaten is. De kevers variëren aanzienlijk in grootte maar de meeste zijn ca 5 mm lang en 3 mm breed. Ze zijn zowat 30% zo groot als de vrouwelijke bij of werkster.
De levensduur varieert van een paar weken tot zes maanden terwijl 60% langer leeft dan 2 maanden. Deze lange levensduur en de overlapping van generaties maakt de kever tot een constante bedreiging voor de imkers.
Daarenboven heeft de kever een bedeltechniek ontwikkeld zodat hij – gevangengenomen door de bij in speciale cellen – opnieuw door diezelfde bij gevoederd wordt. De kever kan desnoods een week zonder voedsel overleven en leeft zo nodig van fruit en andere zoete vruchten. De kever kan zich dus wereldwijd verspreiden via fruitimport.

## Economische impact
De kleine kastkever vormt geen significante bedreiging voor de relatief agressieve bijenrassen in Zuid-Afrika die de kever vlot aan de deur zetten. In de Verenigde Staten echter, waar bijen net als in Europa op zachtaardigheid werden geselecteerd, worden verschillende dode bijenkolonies gemeld.
In combinatie met varroamijt, grote wasmot en andere (half)parasieten, kan de kleine kastkever de doodsteek voor een bijenvolk vormen. De voornaamste economische schade echter, vloeit voort uit de besmetting van de honing met grote volumes feces van de larve waardoor hij gaat gisten. Men kan weliswaar het gistingsproces indammen, maar dan nog blijft de honing vervuild met keverfeces. De honingbijen verlaten de zones met gistende honing en maken zo het pad vrij voor de kever, die kan voortzetten zonder last te hebben van de bijen.

## Bestrijding

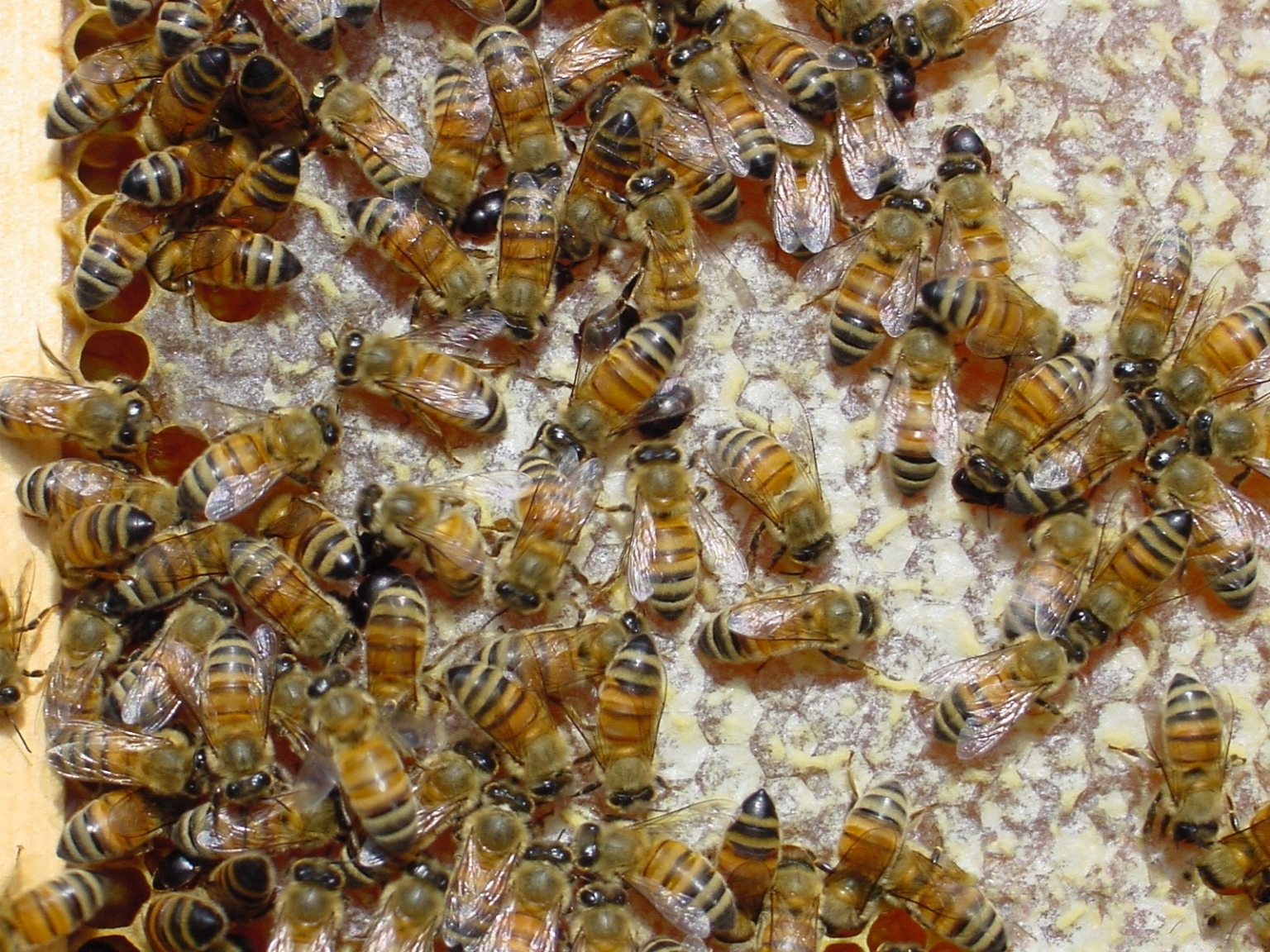
Volwassen kevers tussen de honingbijen in een nest

### Europa
In Europa waar bijenteelt voornamelijk een hobby vormt, is er vooralsnog geen plaag van de kleine kastkever. Sinds in september 2004 in Portugal echter een geïsoleerd geval werd geconstateerd, bestaat er een invoerverbod voor bijen en een meldingsplicht bij besmetting. De Europese imkers trachten via open water rond de kasten en korven vooreerst de larven op zoek naar grond om zich te verpoppen te detecteren en te verdrinken om zo de voortplantingscyclus te doorbreken.
Daarnaast wordt extra aandacht besteed aan het zeer schoon houden van de bijenhal en slingeromgeving zodat kevers niet aangetrokken worden door de geur van honingrestanten.
Invriezen en koken doden elk stadium van de kleine kastkever. Besmet materiaal kan dus behandeld worden, maar het blijft vervuild met feces.
In principe kan men ook vervuilde honing behandelen en opnieuw als voer aan honingbijen aanbieden, die op hun beurt pure honing zullen produceren. Dit houdt echter duidelijke risico’s op besmetting in bij onzorgvuldige behandeling van het voer. En op termijn zal het aan onbesmette bijenvolken ontbreken teneinde de vervuilde honing om te zetten.

### Amerika
In de Verenigde Staten waar bijenteelt een industriële activiteit vormt en waar bijen geregeld verplaatst worden afhankelijk van de bloesems van het moment, wordt massaal gebruikgemaakt van pesticiden.
Anders dan in Europa beschouwt men het verplaatsen van de bijenvolken als heilzaam om de cyclus van de kever te onderbreken. Dat men hierbij overal poppen verspreidt, wordt niet als een acute bedreiging gezien. De kever heeft er zich in 4 jaar tijd vanuit de Californische kust over alle staten verspreid.